# Григоровка (Новобугский район)
Григоровка (укр. Григорівка) — село в Новобугском районе Николаевской области Украины.
Население по переписи 2001 года составляло 173 человек. Почтовый индекс — 55623. Телефонный код — 5151. Занимает площадь 0,64 км².

## Местный совет
55623, Николаевская обл., Новобугский р-н, с. Новомихайловка, ул. Ленина